# Jardín botánico de Cádiz
El jardín botánico de Cádiz fue uno de los primeros jardines botánicos destinados al estudio de la medicina. Su fundación fue impulsada por Pedro Virgili, director del Real Colegio de Cirugía de la Armada (que ahora forma parte de la Universidad de Cádiz), quien se dispuso a adquirir el terreno para el jardín el 22 de abril de 1749. Con el edificio del Real Colegio aún en construcción, solicitó al marqués de la Ensenada un terreno para cultivar plantas.

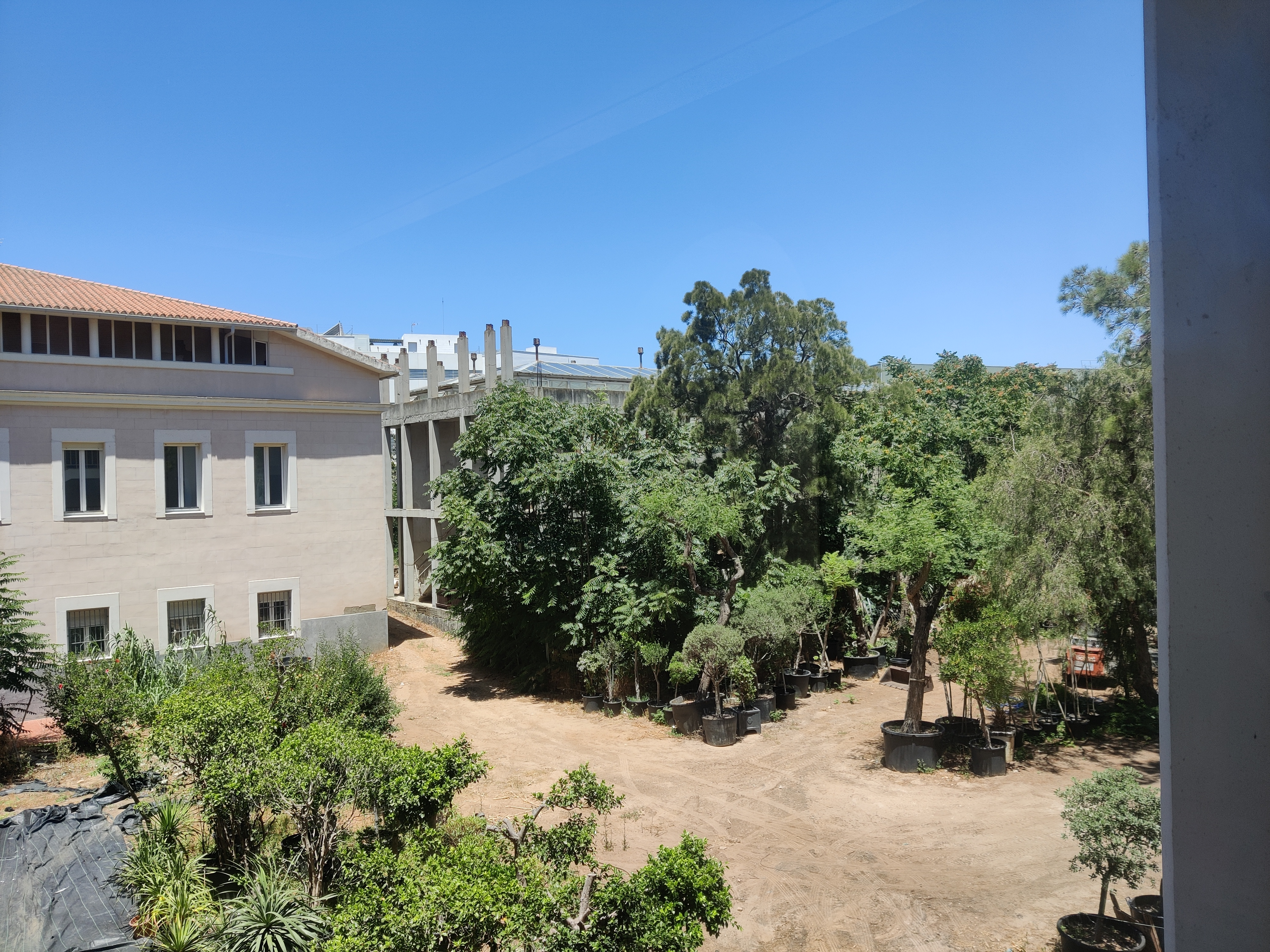
Zona que ocupó el jardín, actualmente en abandono

Las plantas debían llevar un orden y clasificación según su uso medicinal (purgantes, pectorales, vulnerarias, etc.). Los alumnos del Real Colegio tenían así la oportunidad de obtener un verdadero conocimiento de las plantas más precisas para la medicina. José Celestino Mutis, quien fue uno de los primeros estudiantes del colegio, se convirtió en un famoso botánico. Hay jardines botánicos que llevan su nombre en Colombia y en España.